# 耶瓜村
耶瓜村，是西班牙卡斯蒂利亚-莱昂萨拉曼卡省的一个市镇。 总面积56平方公里，总人口285人（2001年），人口密度5人/平方公里。